# CHC Helicopter
CHC Helicopter Corporation es una compañía de helicópteros canadiense. CHC dispone de una flota de 250 helicópteros, lo que la convierte en una de las más grandes del mundo.

## Flota
CHC opera aproximadamente una flota de 250 aeronaves.
- 20 AgustaWestland AW139
- 24 Eurocopter AS365 Dauphin versiones C1, N, N2 y N3.
- 13 Eurocopter EC155
- 20 Eurocopter EC225
- 49 Eurocopter EC332 versiones L, L1 y L2.
- 79 Sikorsky S-76 versiones A+, A++, B, C, C+ y C++.
- 10 Sikorsky S-61
- 28 Sikorsky S-92

## Gallería de imágenes

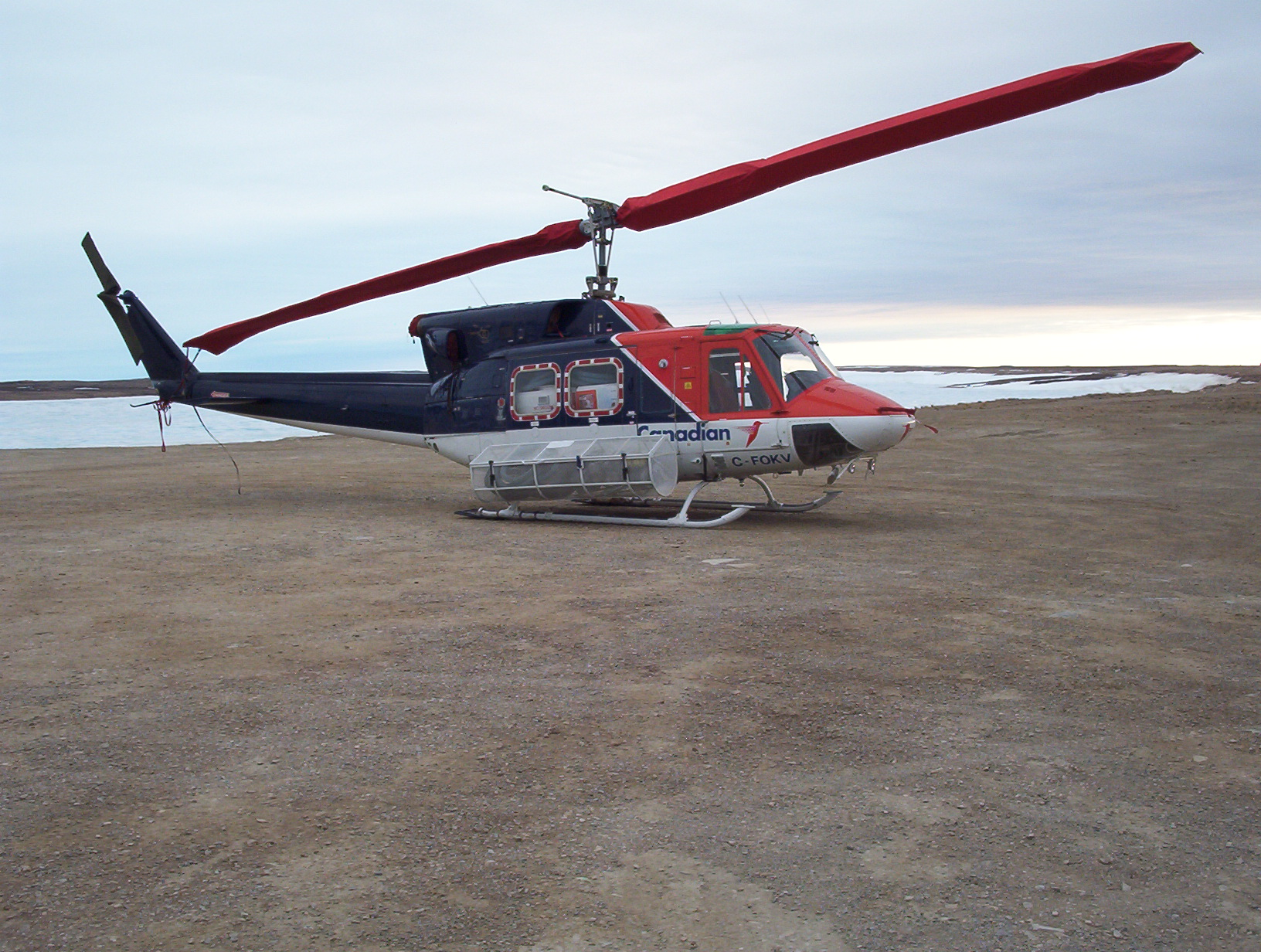
Bell 212
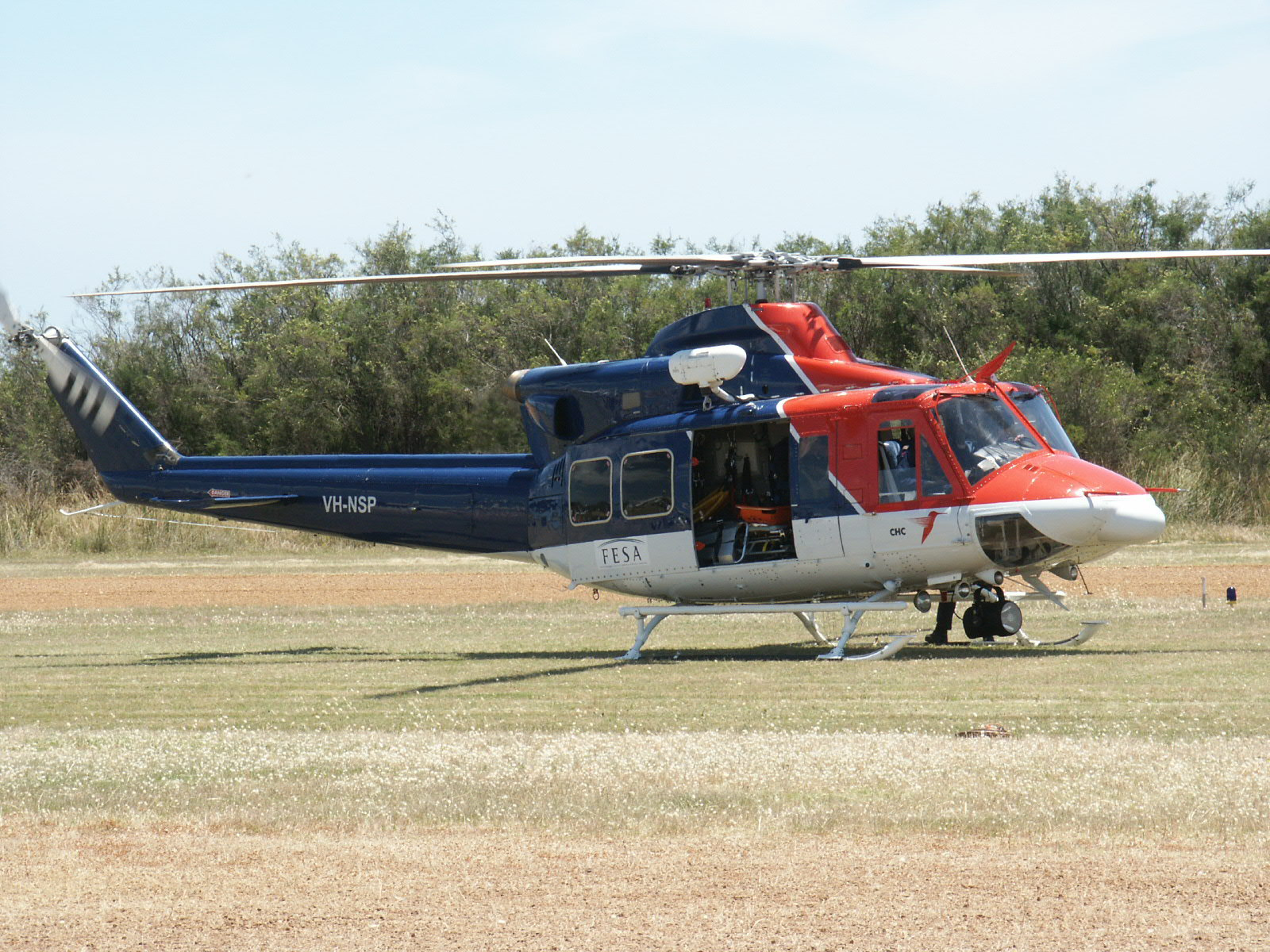
Bell 412
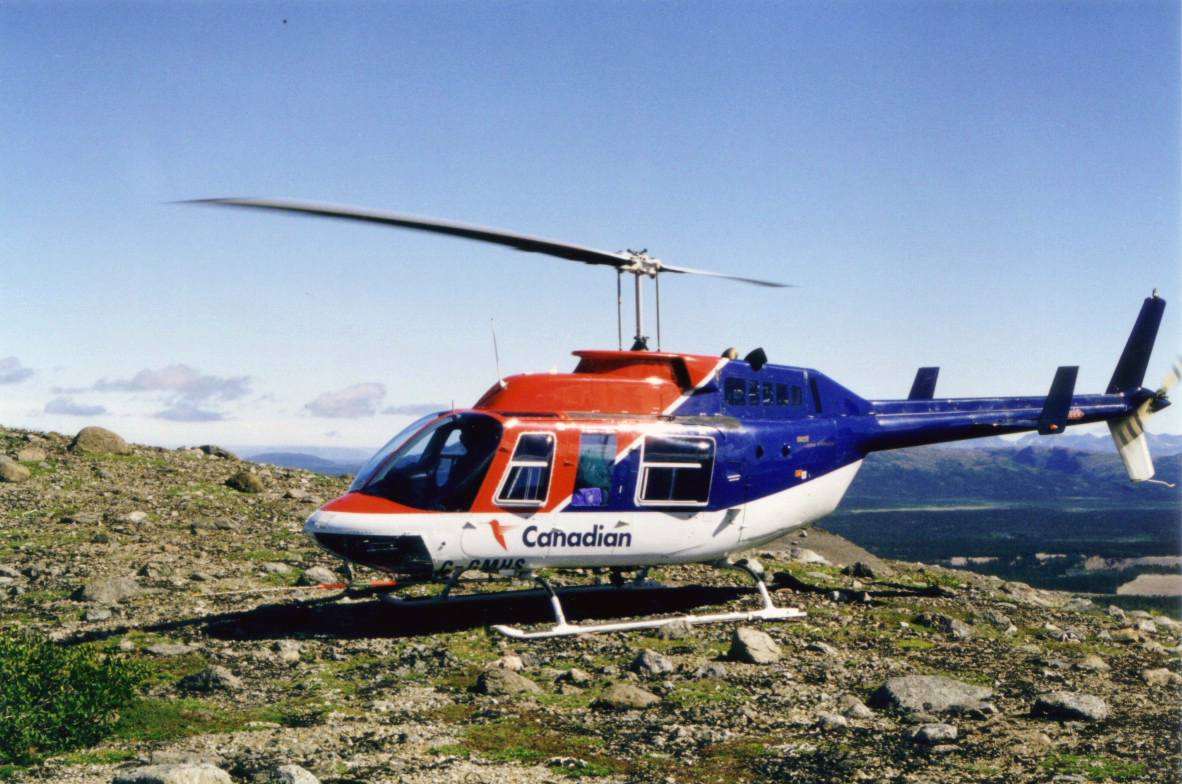
Bell 206L
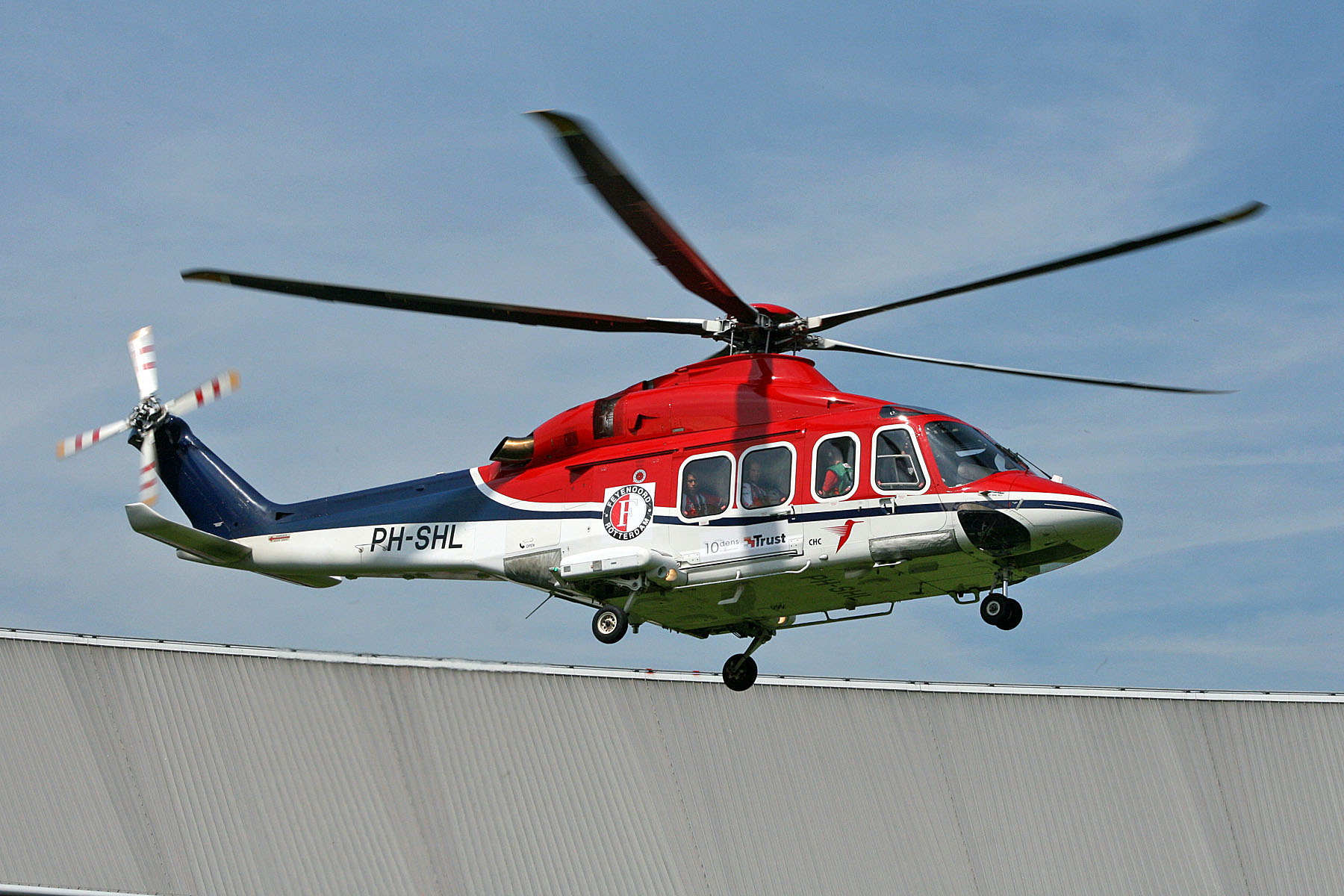
AgustaWestland AW139
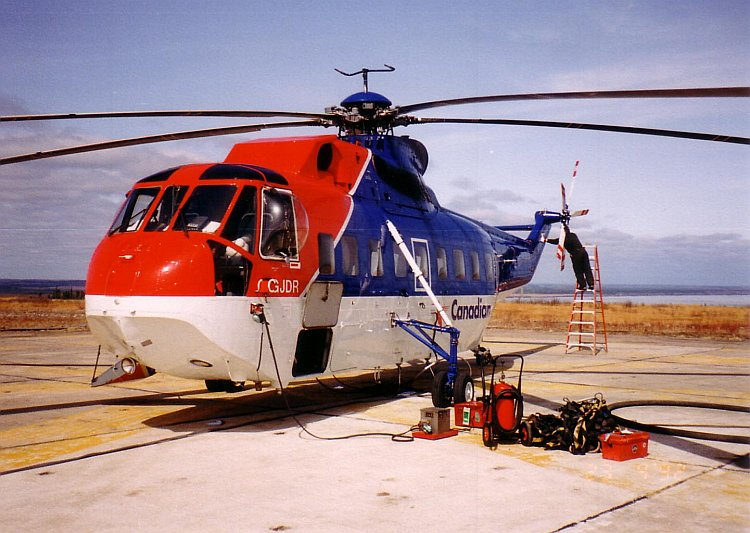
Sikorsky S-61
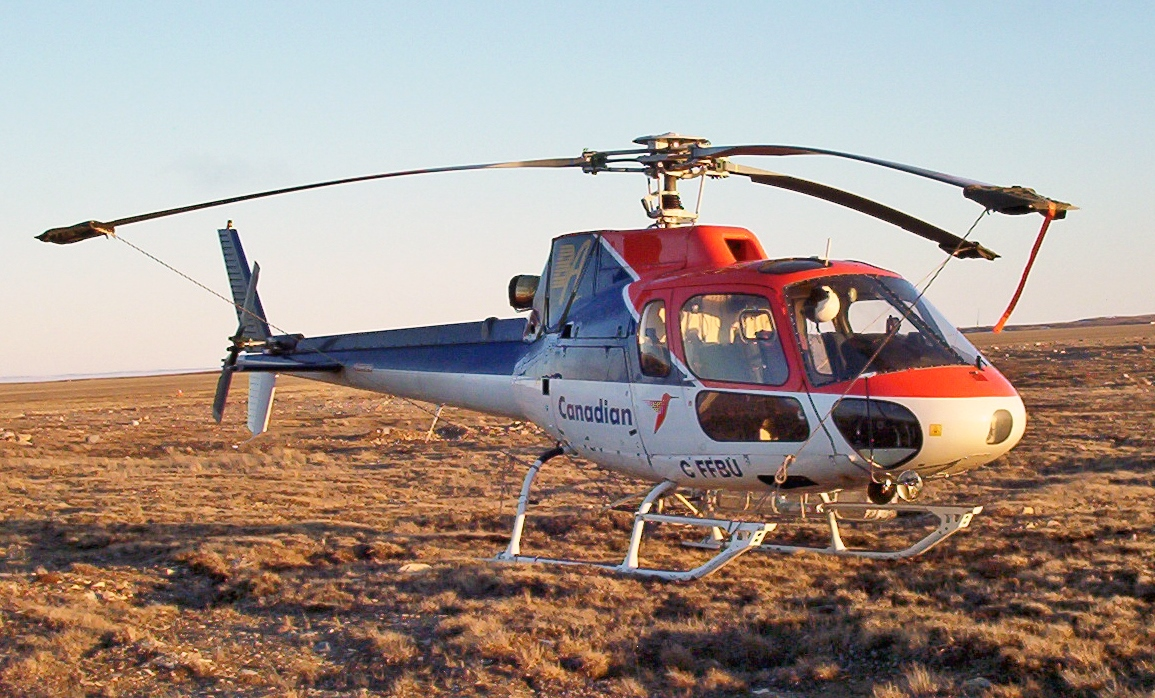
Eurocopter AS350
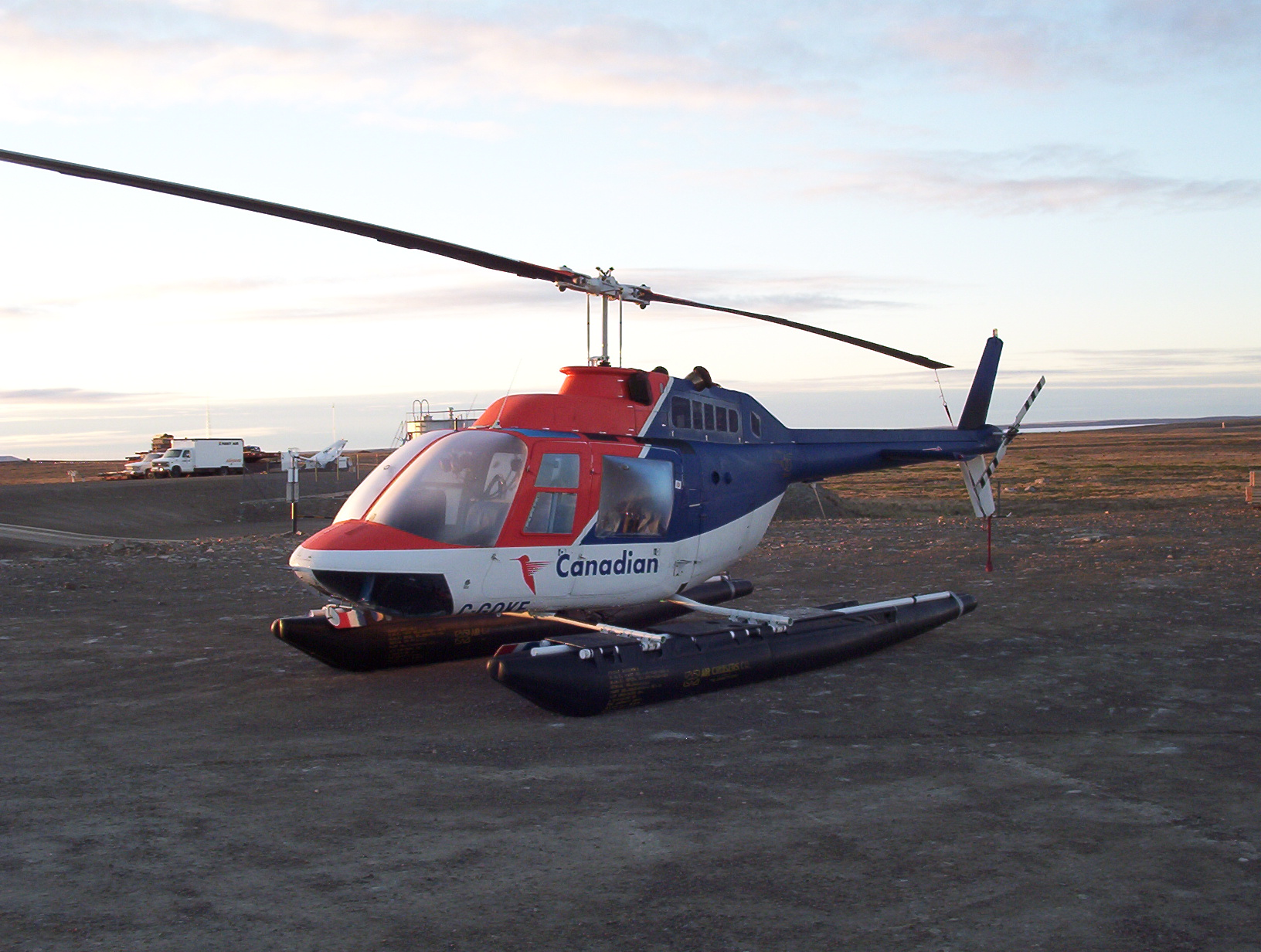
Bell 206

## Locaciones
Australia
- Adelaide • Perth • Victoria • Wayville • Sídney • Wollongong • Orange

 Bangladés
 Brasil
 Canadá
Alberta
- Edmonton • Fort McMurray • Grande Prairie • High Level • Lac La Biche

Columbia Británica
- Fort Nelson • Fort St. John • Golden • Kamloops • Penticton • Smithers • Terrace • Vernon • Richmond

Manitoba
- Southport

Newfoundland & Labrador
- Bishop’s Falls • Conne River • Gander • Goose Bay • Pasadena • St. Albans • St. John's

Nuevo Brunswick
- Fredericton

Nunavut
- Fort Simpson • Inuvik • Norman Wells • Iqaluit

Nueva Escocia
- Halifax

Ontario
- Kenora • London • Markham • Moosonee • Ottawa • Sudbury • Thunder Bay • Toronto

Quebec
- Montreal • Chevery • Chibougamau • Ciudad de Quebec • Sept-Îles

 Dinamarca
- Esbjerg

 Filipinas
 India
 Irlanda
- Cork • Dublín • Shannon • Waterford • Sligo

 Malasia
 Níger
 Noruega
- Stavanger • Bergen • Florø • Kristiansund • Brønnøysund

 Países Bajos
- Den Helder

 Tailandia
 Reino Unido
- Aberdeen • Blackpool • Yarmouth • Humberside